# Benozzo Gozzoli
Benozzo Gozzoli teljes nevén Benozzo di Lese di Sandro (Firenze, 1420 körül – Pistoia, 1497. október 4.) firenzei festő, a quattrocento egyik jelentős mestere. 
Fra Angelico munkatársaként indult hosszú életpályájára, melynek során számos toszkán városköztársaság egyházművészeti feladatait oldotta meg novellisztikus részletekben bővelkedő freskóciklusaival. A firenzei Palazzo Medici-Riccardi házi kápolnájának falain Fra Filippo Lippi Madonna oltárképét vette körül az internacionális gótikát idéző csillogásban vonuló Háromkirályok menetével, a pisai Campo Santo trecento ciklusait az ótestamentum változatos képeivel folytatta. A San Gimignanó-i Szent Ágoston-templom szentélyét a hatvanas évek közepén a névadó szent történetével díszítette, és az örökölt eszköztárat itt is ötletes és közérthető nyelvezettel használta. 1440–1450 között számos freskót festett a firenzei San Marco és a vatikáni könyvtár részére. Tempera és olaj táblaképei a világ számos nagy múzeumában megtalálhatók.

## Életpályája
Ghiberti műhelyében tanult, majd  Fra Angelico mellett dolgozott 1444 körül, majd négy évvel később mesterével a Vatikánban és Orvietóban működött. Az orvietói freskókat Fra Angelico halála után egyedül fejezte be. Művészetében egyesítette a toszkán és az umbriai festőiskola stílusjegyeit, ezzel átmenetet képvisel a gótika és a reneszánsz között. Ezt követően önálló művészként tevékenykedett Montefalcóban, San Gimignanóban, Firenzében és Pisában. Táblaképeket és freskóciklusokat egyaránt készített. Az egymást követő jeleneteket elbeszéléssé fűzte össze, de műveit a mozgalmas elbeszélő stílus mellett a friss színvilág is jellemzi.

## Művei
Első jelentősebb munkája a montefalcói San Francesco-templom kórusának freskósorozata volt. A római útja után visszatér Firenzébe. Fő művét 1459-ben kezdte festeni a Háromkirályok vonulása címet viselő freskót, melyet a Palazzo-Medici-Riccardi kápolnája részére készített. A széles tájképi háttér előtt lassú ünnepélyességgel vonuló menetben a kor számos, jelentős személyisége ismerhető fel. Az egyik lovon ülő királyi alakban a fiatal Lorenzo de’ Medicit ábrázolta, a kép kompozíciójában a festő önarcképe is látható. A firenzei quattrocento egyik legszebb alkotása, mesterének rendkívüli festői tulajdonságait, a részletek iránti éles megfigyelő készségét, jó emberábrázoló készségét, könnyed, derűs elbeszélő kedvét bizonyítja. 1464-től Benozzo San Gimignanóban dolgozott újabb, nagyszabású feladaton, a Sant’ Agostino-templom kórusát Szent Ágoston életéből vett jelenetekkel díszítve festette meg. Több táblaképet is festett ugyanakkor, főleg Madonnákat, s freskót a Monte Oliveto részére. Nagyszabású munkája, a pisai Campo Santo hatalmas - 24 ószövetségi jelenetből álló – freskóciklusa,  érett stílusának a gazdag realizmusának megragadó példája (nagy részük megrongálódott).

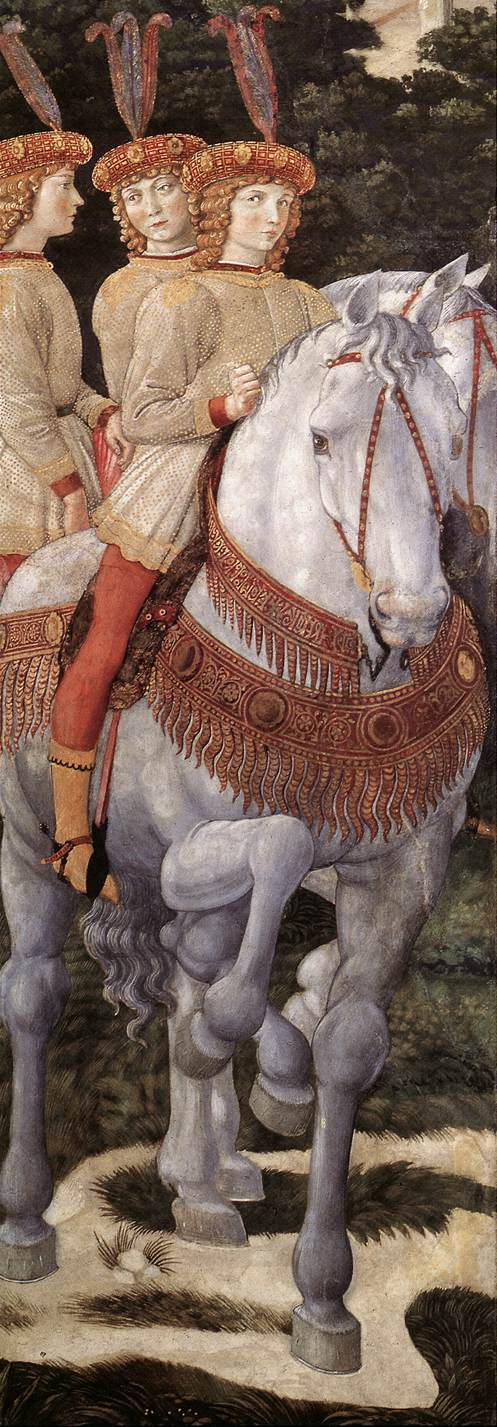
Lorenzo Il Magnifico Medici-palota házikápolnájának A háromkirályok vonulása c. freskójából részlet
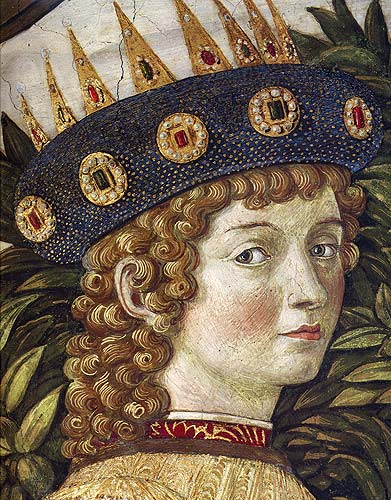
Lorenzo Medici portréja

## Jelentősebb táblaképei
- Trónoló Madonna szentekkel, London
- Aquinói Szt. Tamás megdicsőülése, Párizs, Louvre
- Szt. Domonkos csodája, Milánó, Brera